# رالف بنش
رالف جونسون بنش (بالإنجليزية: Ralph Bunche)‏ (7 أغسطس 1904-9 ديسمبر 1971) كان عالمًا سياسيًا، وأكاديميًا، ودبلوماسيًا أمريكيًا حصل على جائزة نوبل للسلام في عام 1950 عن وساطته في أواخر أربعينيات القرن العشرين في إسرائيل. كان أول أمريكي من أصل أفريقي ينال هذا الشرف. شارك في تشكيل وإدارة الأمم المتحدة، ولعب دورًا رئيسيًا في العديد من عمليات حفظ السلام التي ترعاها الأمم المتحدة. حصل على وسام الحرية الرئاسي من قبل الرئيس جون إف. كينيدي في عام 1963.
عمل بنش مع الوفد الأمريكي في كل من محادثات واشنطن حول منظمة السلم والأمن الدولية في عام 1944، ومؤتمر الأمم المتحدة بشأن المنظمة الدولية في سان فرانسيسكو في عام 1945 الذي صاغ ميثاق الأمم المتحدة. عمل بنش مع الوفد الأمريكي في الدورة الأولى للجمعية العامة للأمم المتحدة في عام 1946، وانضم بعدها إلى الأمم المتحدة كرئيس لقسم الوصاية، وبدأ سلسلة طويلة من الأدوار في حل المشكلات. أصبح وسيطًا بالنيابة لمنطقة الشرق الأوسط في عام 1948، وتفاوض على إبرام هدنة بين مصر وإسرائيل. حصل على جائزة نوبل للسلام في عام 1950 بعد نجاح الهدنة.
واصل العمل في الأمم المتحدة حيث عمل على حل الأزمات في سيناء (1956)، والكونغو (1960)، واليمن (1963)، وقبرص (1964) والبحرين في عام 1970، وقدم التقارير مباشرة إلى الأمين العام للأمم المتحدة. ترأس أيضًا مجموعات الدراسة التي تتعامل مع الموارد المائية في الشرق الأوسط. رُقّيَ إلى وكيل للشؤون السياسية الخاصة في عام 1957 حيث تولى المسؤولية الرئيسية عن أدوار حفظ السلام. أشرف على وقف إطلاق النار بعد الحرب بين الهند وباكستان في عام 1965، وتقاعد من الأمم المتحدة في عام 1971.

## سنوات الحرب العالمية الثانية
ساهم بنش كباحث معني بالتحقيقات وكاتب في عام 1940 في الدراسة التاريخية للديناميات العرقية لعالم الاجتماع السويدي غونار ميردل في الولايات المتحدة بعنوان معضلة أمريكية.
عمل بنش في مكتب الخدمات الإستراتيجية، وجهاز الاستخبارات في زمن الحرب رئيسًا للمحللين الاجتماعيين في الشؤون الاستعمارية بين عامي 1941 و1943. نُقِل في عام 1943 من مكتب الخدمات الاستراتيجية إلى وزارة الخارجية. عُيِّن رئيسًا مساعدًا لشعبة شؤون المناطق التابعة تحت قيادة ألغر هيس. أصبح بنش مع هيس أحد قادة معهد العلاقات في المحيط الهادئ. شارك في التخطيط الأولي للأمم المتحدة في مؤتمر سان فرانسيسكو لعام 1945. أصدرت إدارة المحفوظات والسجلات الوطنية الأمريكية 51 ملفًا بنسق مستند منقول (بي دي إف) من سجلات مكتب الخدمات الاستراتيجية الخاصة به في عام 2008، وهو متاح على الإنترنت.

## حركة الحقوق المدنية
كان بنش مؤيدًا نشطًا وصريحًا لحركة الحقوق المدنية في الولايات المتحدة. شارك في مسيرة الحقوق المدنية إلى واشنطن في عام 1963 حيث ألقى مارتن لوثر كينغ خطابه «لدي حلم»، وكذلك في تظاهرة من سلما إلى مونتغومري في ألاباما في عام 1965، فساهم في تمرير قانون حقوق التصويت التاريخي لعام 1965 والتطبيق الفدرالي لحقوق التصويت.
عاش بنش في حي كيو غاردنز، كوينز في مدينة نيويورك في منزل اشتراه بأموال جائزة نوبل منذ عام 1953 حتى وفاته. استمر بنش في النضال ضد العنصرية في جميع أنحاء الولايات المتحدة وأحيانًا في الحي الذي يسكن به كالعديد من الأشخاص الملونين. حُرم هو وابنه رالف جونيور من العضوية في نادي ويست سايد للتنس في حي فورست هيلز، كوينز. في عام 1959 قدم النادي اعتذارًا ودعوة للعضوية لبنش، وذلك بعد أن مُنِحت القضية تغطية الصحافة الوطنية، واستقال المسؤول الذي حرمه. رفض بنش العرض قائلاً إنه لم يكن على أساس المساواة العرقية، بل كان استثناءً يستند فقط إلى هيبته الشخصية.

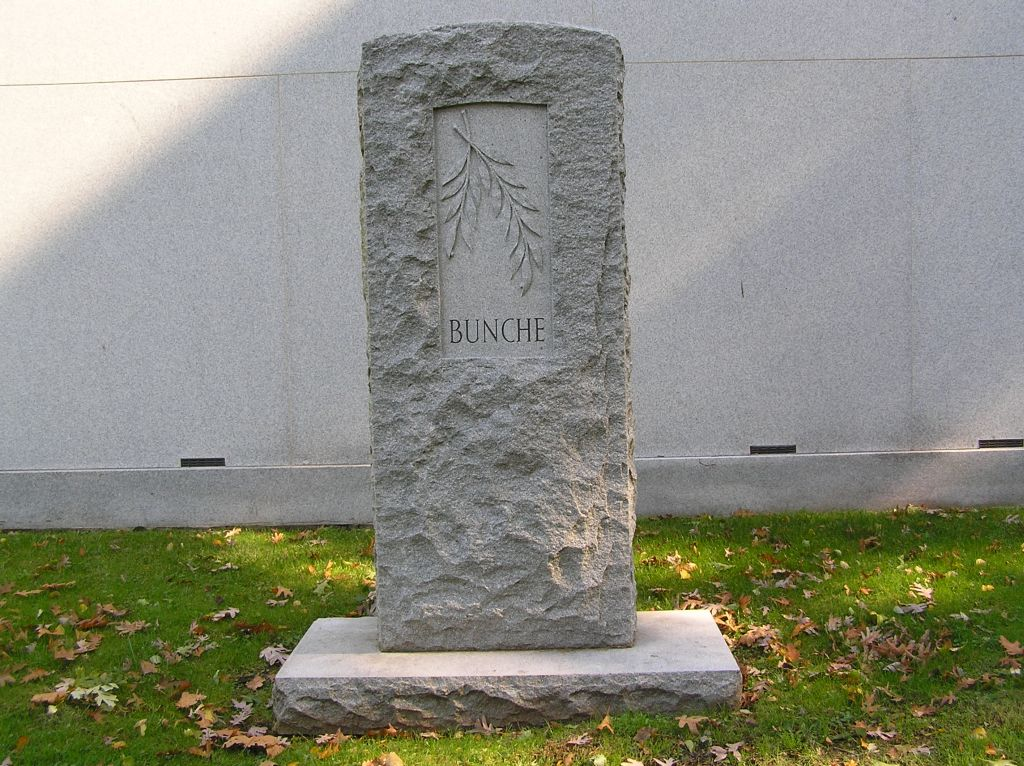
قبر رالف بانش

لم يكن بنش شيوعيًا أو ماركسيًا أبدًا، ولكنه تعرض لهجوم شديد من الصحافة الموالية للسوفييت.

## روابط خارجية
- رالف بنش على موقع IMDb (الإنجليزية)
- رالف بنش على موقع الموسوعة البريطانية (الإنجليزية)
- رالف بنش على موقع مونزينجر (الألمانية)
- رالف بنش على موقع إن إن دي بي (الإنجليزية)
- رالف بنش على موقع قاعدة بيانات الفيلم (الإنجليزية)